# Cristina Beer
Cristina de Camargo Beer (São Paulo, 22 de novembro de 1980) é uma jogadora brasileira de polo aquático.
Na posição de atacante, disputou, pela Seleção Brasileira de Polo Aquático Feminino, os Jogos Pan-Americanos de 2011, em Guadalajara (México).